# 浯溪街道
浯溪街道，是中华人民共和国湖南省永州市祁阳市下辖的一个乡镇级行政单位。

## 行政区划
浯溪街道下辖以下地区：
白竹湖社区、望浯园社区、王府坪社区、沿江路社区、浯园社区、土轻村、塔边村、孙市村、五里村、灯塔村、长流村、浯溪村、小江村、椒山村、新埠头村和唐家岭村。